# 江中清
江中清（1909年—1989年），是臺灣日治時期民間藝人，出身海山郡板橋街一帶，代表作品為〈春花望露〉。

## 生平
江中清早年即以賣唱為職業，其作品皆以自彈自唱（尤以洞簫為主要樂器）方式推廣於街巷市集，他也藉此販售物品（如自行印製的「歌仔簿」與藥品）；其作品於戰後方被收錄於黑膠唱片中。
戰後，他與同好組織「板橋音樂會」。此外，他晚年於板橋二聖宮教導孩童熟習經書，並曾發明洞簫吹奏技法「七管變反洞吹」。